# 千葉昇隆利
千葉昇 隆利（ちばのぼり たかとし、1915年1月2日 - 没年不詳）は、千葉県野田市出身で春日野部屋に所属した元大相撲力士。本名は長妻 高治。最高位は十両6枚目。

## 経歴
春日野部屋に入門し、1929年1月「野田ノ里」の四股名で初土俵を踏む。1936年5月十両昇進、この間四股名を「千葉昇」に改めた。十両は連続6場所務めた。幕下に落ちた1942年1月に廃業した。

## 改名
野田ノ里→千葉昇